# Frantz Casseus
Pour les articles homonymes, voir Casseus.
Frantz Casseus (né à Port-au-Prince le 14 décembre 1915 et mort à New York le 21 juin 1993) est un guitariste et compositeur haïtien, dont le travail a essentiellement porté sur la musique classique et la musique traditionnelle haïtienne. Il passe la majeure partie de sa vie d'adulte à New York, aux États-Unis, où il meurt.

## Biographie
Né en 1915, au sein d’une famille modeste de Port-au-Prince, en Haïti, Frantz Casseus fabrique sa première guitare à l’âge de douze ans, ses parents n’ayant pas les moyens de lui en acheter une.
Pendant plusieurs années, il étudie la guitare classique européenne, seul dans un premier temps, puis avec l’aide du compositeur et musicologue allemand Werner Jaegerhuber. Il donne son premier concert à Port-au-Prince en 1941. Par la suite, il se lance le défi de préserver l’intégrité musicale haïtienne, mise en danger, selon lui, depuis l’occupation militaire américaine de 1915. Dans un article au titre évocateur, « Notre méringue se meurt… », publié en 1944 dans le Haïti Journal, il témoigne de son désarroi face à la dévalorisation du patrimoine musical haïtien.
Frantz Casseus a aussi été le premier professeur du guitariste américain Marc Ribot. Ce dernier a tenu un rôle important dans la préservation du patrimoine musical de Frantz Casseus. Marc Ribot fait notamment éditer une collection des partitions des compositions de guitare de Casseus, et enregistre un disque de ses œuvres en décembre 1993, sous le label bruxellois Les Disques du Crépuscule, intitulé Marc Ribot Plays Solo Guitar Works of Frantz Casseus.

## Postérité
En 2018, la chanteuse, compositrice et musicienne Mélissa Laveaux reprend le titre Nan fon bwa de Frantz Casseus dans son album Radyo Siwel.